# Scottish Fisheries Museum

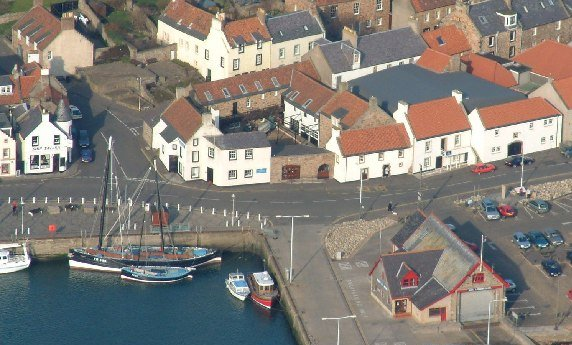
Scottish Fisheries Museum

Das Scottish Fisheries Museum ist ein Museum in der schottischen Ortschaft Anstruther in der Council Area Fife. 1972 wurde die Anlage als Einzeldenkmal in die schottischen Denkmallisten in der höchsten Denkmalkategorie A aufgenommen.

## Geschichte
Im Jahre 1318 schenkte William de Candela als Laird von Anstruther das Landstück dem Abt des Klosters Balmerino. Der Abt stellte daraufhin den heutigen Innenhof des Museums den örtlichen Fischern zur Fischverarbeitung sowie Reparatur und Pflege ihres Arbeitsmaterials zur Verfügung. Im Gegenzug erhielt der Abt jedes hundertste Fass Salzhering.
Die einfassenden Gebäude entstanden zwischen dem 16. und 19. Jahrhundert. Thomas Wood pachtete 1535 das klostereigene Grundstück. Er ließ das Gebäude an der Ostflanke errichten, in welchem der Abt auf seinem Pilgerweg nach St Andrews zum Schrein auf der Isle of May ein Übernachtungsrecht besaß. Die heutige Gebäudebezeichnung Abbot’s Lodging spiegelt dies wider. An der Nordseite befand sich einst eine kleine Kapelle. Nach der schottischen Reformation verfiel die Kapelle und wurde 1850 abgetragen, um Platz für ein Lagerhaus zu bieten. Das Haus an der Westseite ließ der Kaufmann William Lumsden im Jahre 1721 erbauen.
Ab 1965 gab es Bestrebungen die lokale Fischereigeschichte in einem Museum abzubilden. Zwei Jahre später gründete sich hierzu der Scottish Fisheries Museum Trust. Der National Trust for Scotland erwarb daraufhin die Gebäude und das Museum wurde am 4. Juli 1969 eröffnet. Die zeremonielle Eröffnung führte der schottische Dokumentarfilmer John Grierson durch. Das Museum wurde zwischenzeitlich erweitert und ist gemeinnützig betrieben.

## Ausstellung

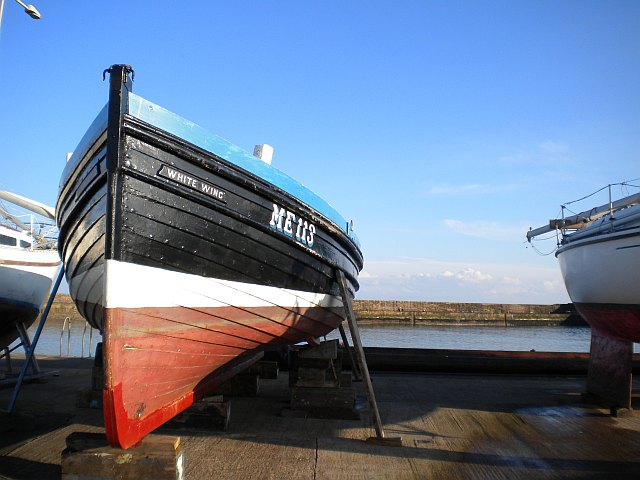
Boote des Scottish Fisheries Museum

Das Scottish Fisheries Museum liegt gegenüber dem Hafen von Anstruther. Thematisch auf die verschiedenen Gebäude gegliedert, bildet das  Museum die lokale Fischereigeschichte ab. Es werden sowohl originale Objekte wie auch Gemälde mit thematischem Bezug sowie Fotografien ausgestellt. Des Weiteren zählen 22 Boote zum Museumsinventar, von denen zwei im Hafen liegen und noch seetauglich sind.